# قطعنامه ۸۵۷ شورای امنیت
قطعنامه ۸۵۷ شورای امنیت سازمان ملل متحد که در تاریخ ۲۰ اوت ۱۹۹۳ تصویب شد، سندی بین‌المللی دربارهٔ یوگسلاوی است. این قطعنامه طی نشست ۳۲۶۵ام با ۱۵ رای موافق، ۰ مخالف و ۰ ممتنع تصویب شد.